# Wheels of Fire
Wheels of Fire är ett dubbelalbum av Cream utgivet i juni 1968. Den första skivan är inspelad i Atlantic Studios i New York medan den andra är inspelad live under konserter på Fillmore West och Winterland Ballroom i San Francisco, i mars 1968. 
Albumets första spår var en av gruppens största och mest kända hits, "White Room". Albumet toppade albumlistan i USA och blev trea i Storbritannien. Tidskriften Rolling Stone rankade det 2003 som nummer 203 på sin lista över de 500 bästa albumen genom tiderna.

## Låtar på albumet
Sida ett
1. "White Room" (Pete Brown/Jack Bruce) – 4:58
2. "Sitting on Top of the World"  (Chester Arthur Burnett) – 4:58
3. "Passing the Time" (Ginger Baker/Mike Taylor) – 4:37
4. "As You Said" (Pete Brown/Jack Bruce) – 4:20

Sida två
1. "Pressed Rat and Warthog" (Ginger Baker/Mike Taylor) – 3:13
2. "Politician" (Pete Brown/Jack Bruce) – 4:12
3. "Those Were the Days" (Ginger Baker/Mike Taylor) – 2:53
4. "Born Under a Bad Sign" (William Bell/Booker T. Jones) – 3:09
5. "Deserted Cities of the Heart" (Pete Brown/Jack Bruce) – 4:38

Sida tre
1. "Crossroads" (Robert Johnson arr. Eric Clapton) – 4:14
2. "Spoonful" (Willie Dixon) – 16:48

Sida fyra
1. "Train Time" (Jack Bruce) – 6:52
2. "Toad" (Ginger Baker) – 16:16

## Medverkande
Gruppmedlemmar
- Jack Bruce – sång, basgitarr, cello, munspel, flöjt, akustisk gitarr, calliope
- Eric Clapton – elgitarr, sång (ledande sång på "Crossroads")
- Ginger Baker – trummor, percussion, glockenspiel, klockor, sång (ledande sång på "Pressed Rat and Warthog")

Övriga medverkande
- Felix Pappalardi – fiol, blåsinstrument, klockor, orgel